# Mélicourt
Mélicourt är en kommun i departementet Eure i regionen Normandie i norra Frankrike. Kommunen ligger i kantonen Broglie som tillhör arrondissementet Bernay. År 2022 hade Mélicourt 92 invånare.

## Befolkningsutveckling
Antalet invånare i kommunen Mélicourt
Referens:INSEE